# Étienne Léopold Trouvelot
Étienne Léopold Trouvelot (Guyencourt, 26 december 1827 – Meudon, 22 april 1895) was een Frans kunstschilder, astronoom en amateur entomoloog. Hij is vooral bekend van de invoer en het vrijlaten van de plakker in de Verenigde Staten; de verspreiding van deze motvlinder als een invasieve soort heeft sindsdien geresulteerd in de vernietiging van miljoenen hardhoutbomen in Noord-Amerika.

## Biografie
Trouvelot werd geboren in Guyencourt in het departement Aisne. In zijn vroege jaren was hij als republikein actief in de politiek. Na de staatsgreep van Lodewijk Napoleon in 1852 vluchtte hij met zijn familie naar de Verenigde Staten. Hij vestigde zich in Medford, Massachusetts, een stad ten noorden van Boston.
Als amateur-entomoloog onderzocht hij diverse kweken van niet-inheemse vlinders in een poging een alternatief te vinden voor de zijderups. Uit Europa importeerde hij de eitjes van de plakker die hij in het bos achter zijn huis liet uitgroeien tot larven. Echter, in 1868 ontsnapte enkele exemplaren. Hoewel Trouvelot de autoriteiten waarschuwde voor deze ontsnapping, werd er lauw gereageerd op diens waarschuwingen. In de daarop volgende jaren ontwikkelde de plakker zich tot een ernstig plaaginsect en wordt door de staat Massachusetts zwaar bestreden. Desondanks breidde deze invasieve soort zich uit over een groot deel van Noord-Amerika.
Na dit debacle verloor Trouvelot zijn interesse in de entomologie en richtte hij zijn aandacht op de sterrenkunde. Zijn talent als kunstschilder kwam hierbij goed van pas om observaties vast te leggen. Zijn interesse in de sterrenkunde werd klaarblijkelijk aangewakkerd toen hij in 1870 verschillende auroras waarnam. Toen Joseph Winlock, de directeur van het Harvard College Observatory, de kwaliteit van zijn werk zag nodigde hij Trouvelot uit om tot hun staf toe te treden in 1872. Drie jaar later, in 1875, mocht hij een jaar lang gebruikmaken van de 26-inch refractor van het US Naval Observatorium. Gedurende zijn leven produceerde hij ongeveer 7000 kwalitatieve astronomische illustraties. Vijftien van zijn beste pastel-illustraties werden gepubliceerd door Charles Scribner's Sons in 1881. Naast zijn illustraties publiceerde hij ook ongeveer vijfhonderd wetenschappelijke verhandelingen.
In 1882 keerde Trouvelot terug naar Frankrijk en kwam terecht op het observatorium van Parijs waar hij werkte met fotografie. Hij raakte aldaar verwikkeld in een bittere strijd met zijn baas, de sterrenkundige Jules Janssen. Dit was een paar jaar voordat de omvang van het probleem veroorzaakt door zijn plakkerontsnapping doordrong bij de lokale overheid van Massachusetts.
Eind negentiende eeuw ontwikkelde Trouvelot een fotografische techniek om elektriciteit vast te leggen. Door fotografische platen rechtstreeks bloot te stellen aan kort elektrische ontladingen ontstonden patronen die nu bekend staan als Trouvelot-figuren.

## IC 4703
In 1876 ontdekte Trouvelot de Adelaarsnevel in de open sterrenhoop Messier 16. Deze nevel kreeg het catalogusnummer IC 4703, als onderdeel van de omvangrijke Indexcatalogus (IC).

## Galerij

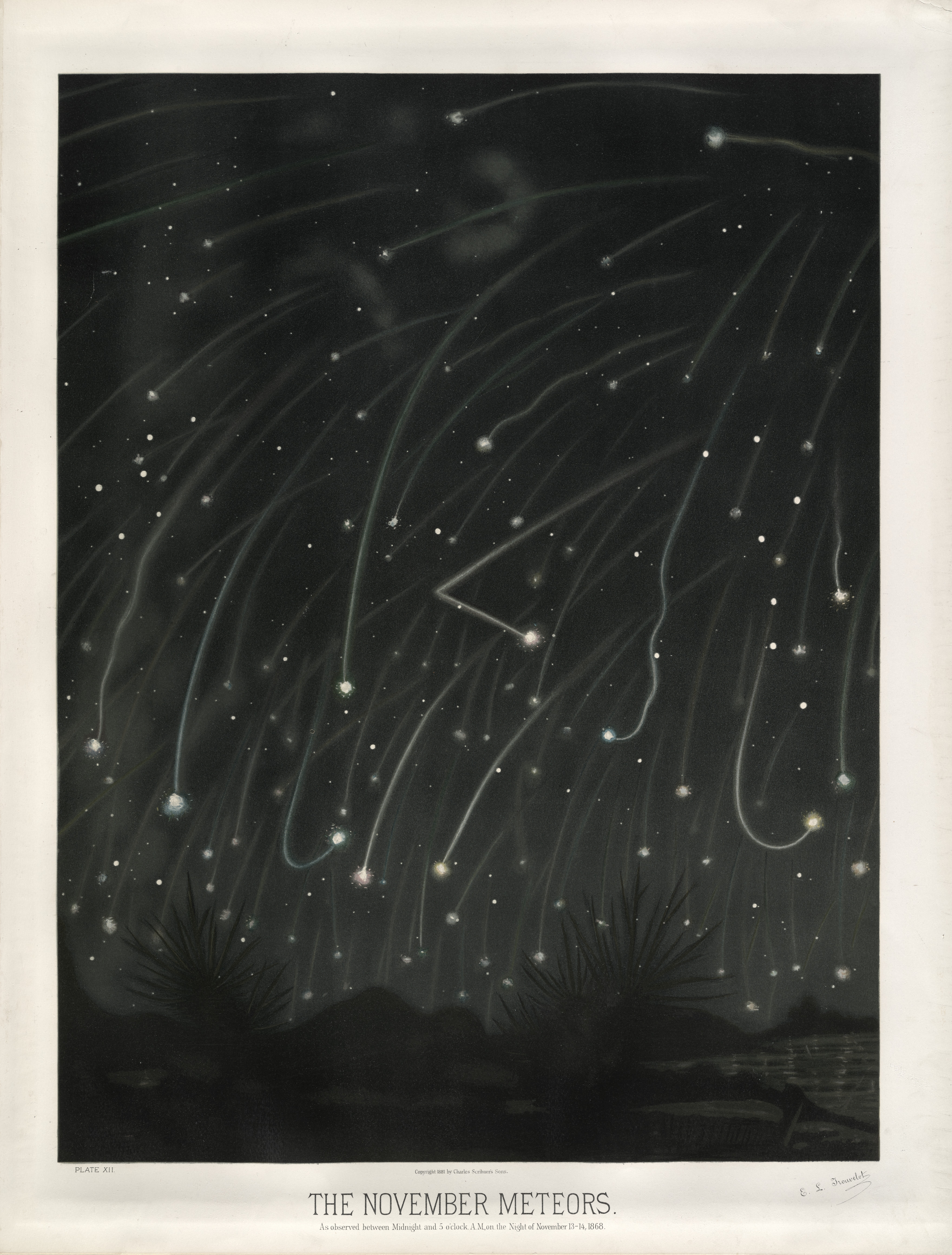
Leoniden meteorenzwerm , 1868
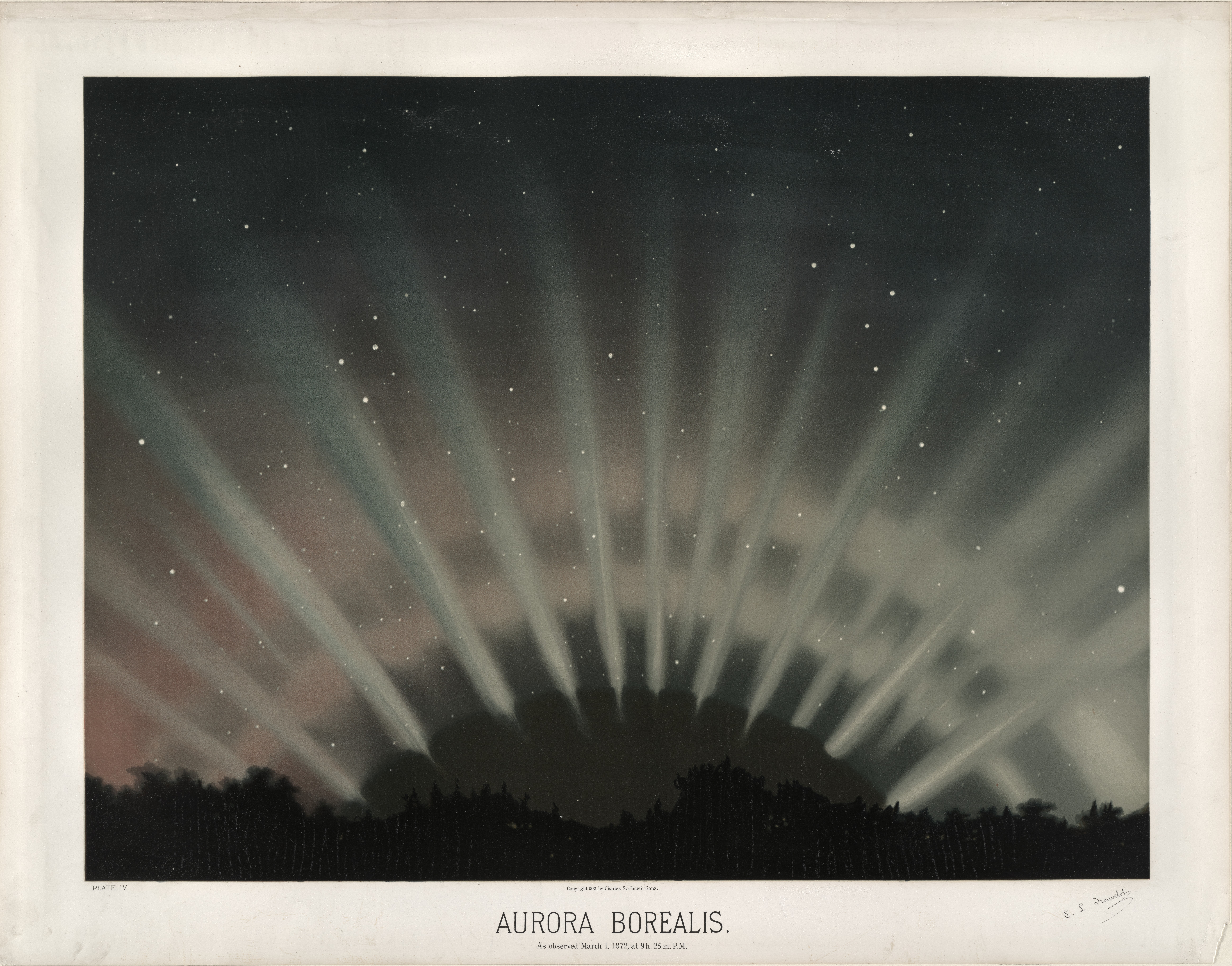
Aurora Borealis, 1872
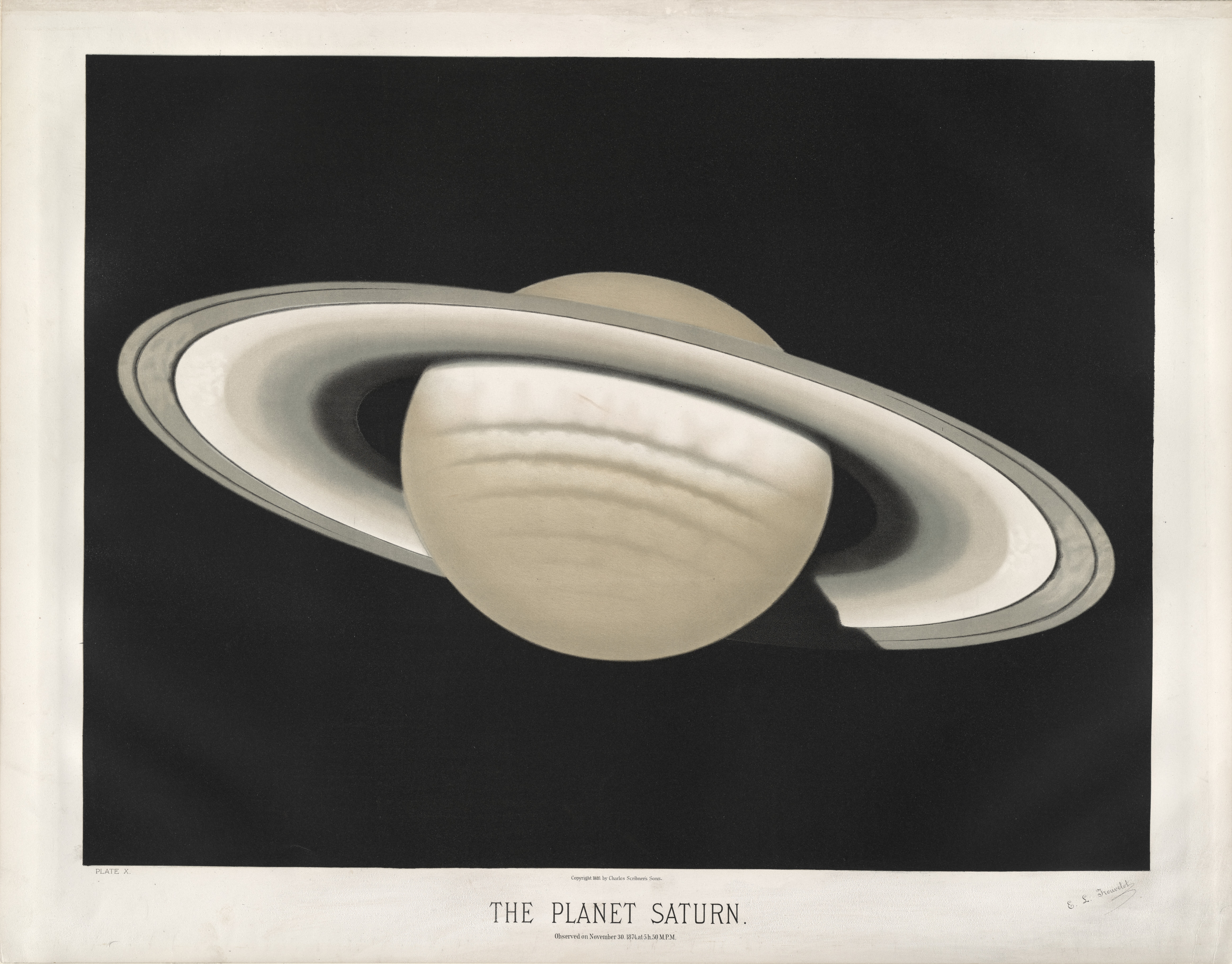
Saturnus, 1874
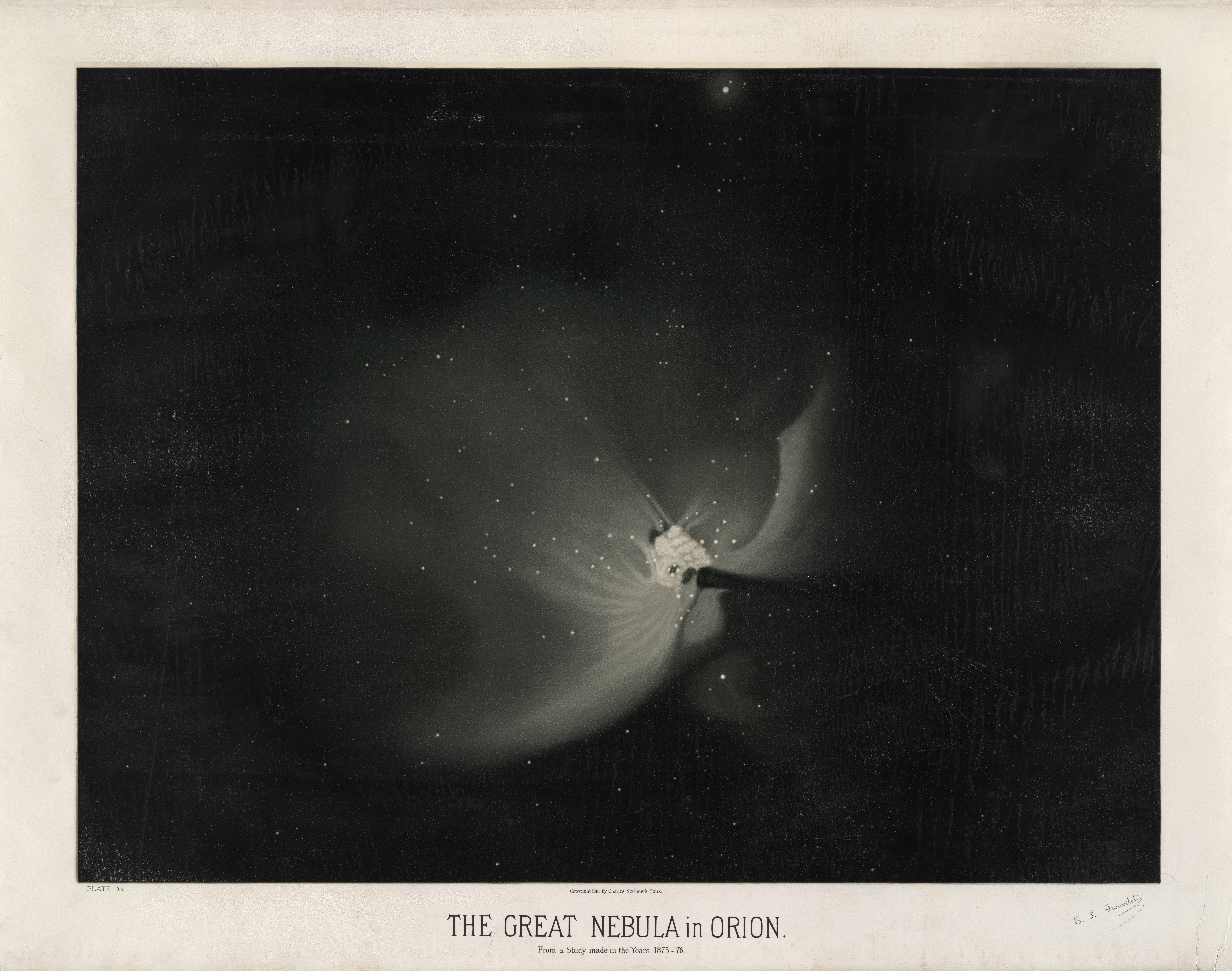
Orionnevel, 1875
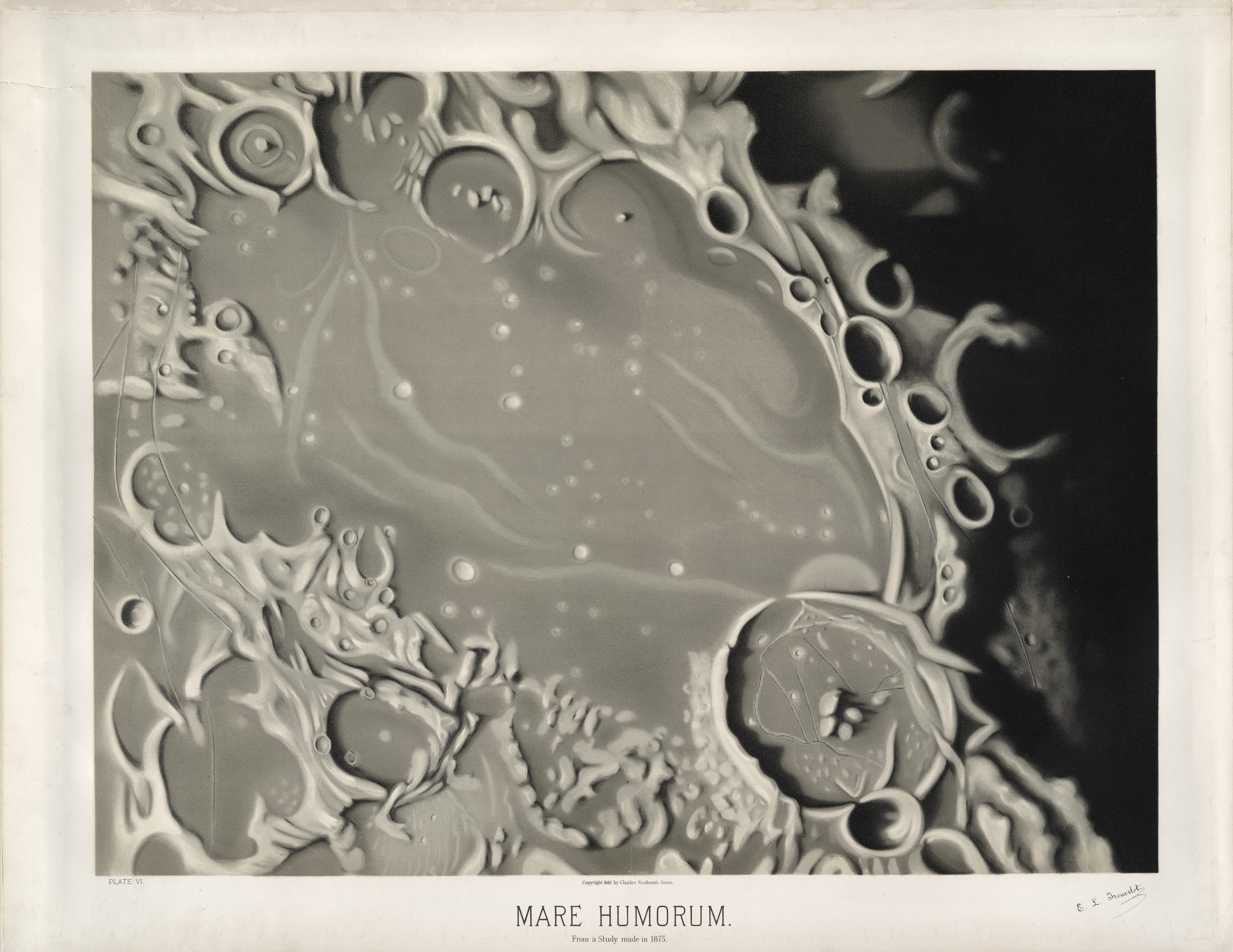
Maan, 1875
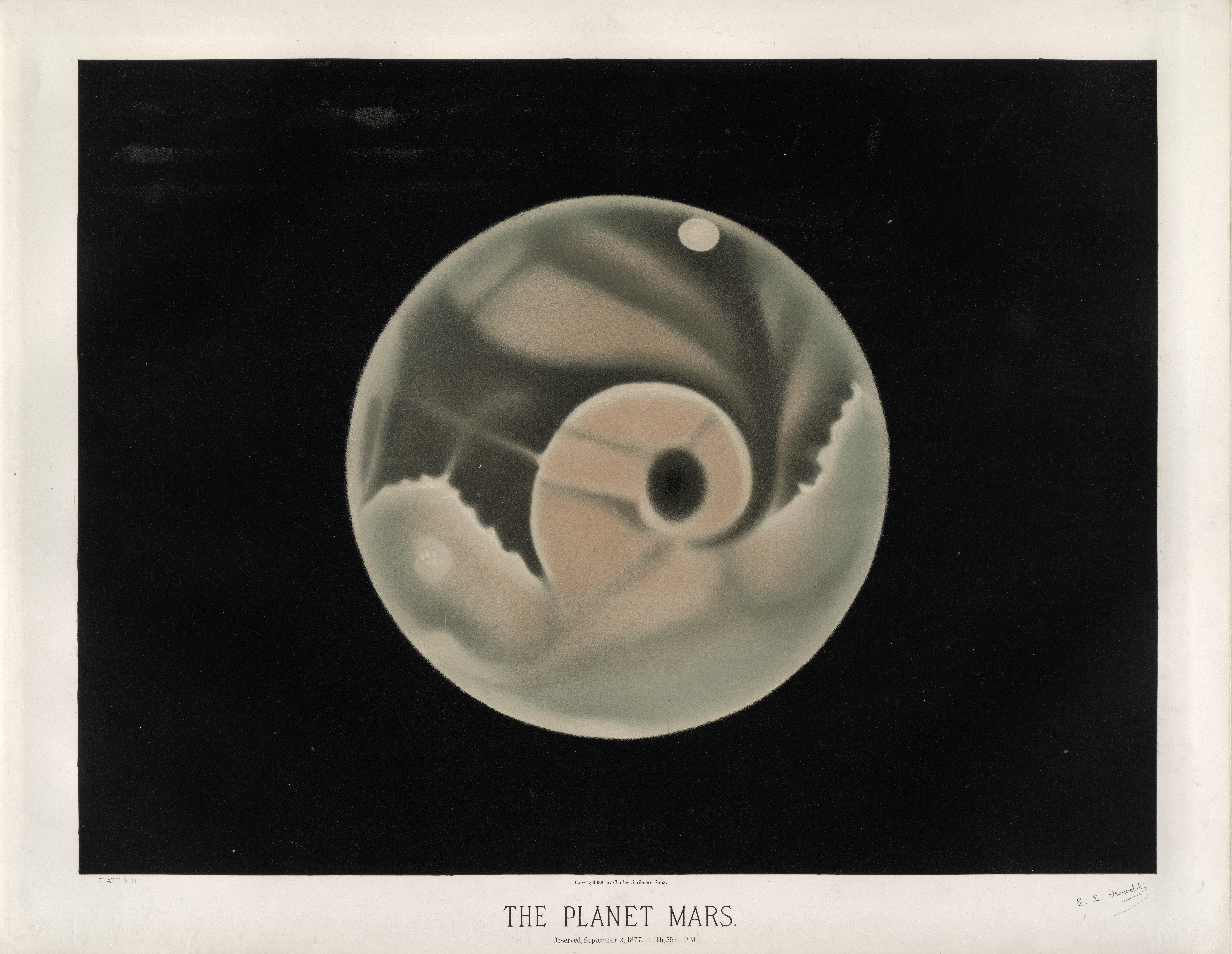
Mars, 1877
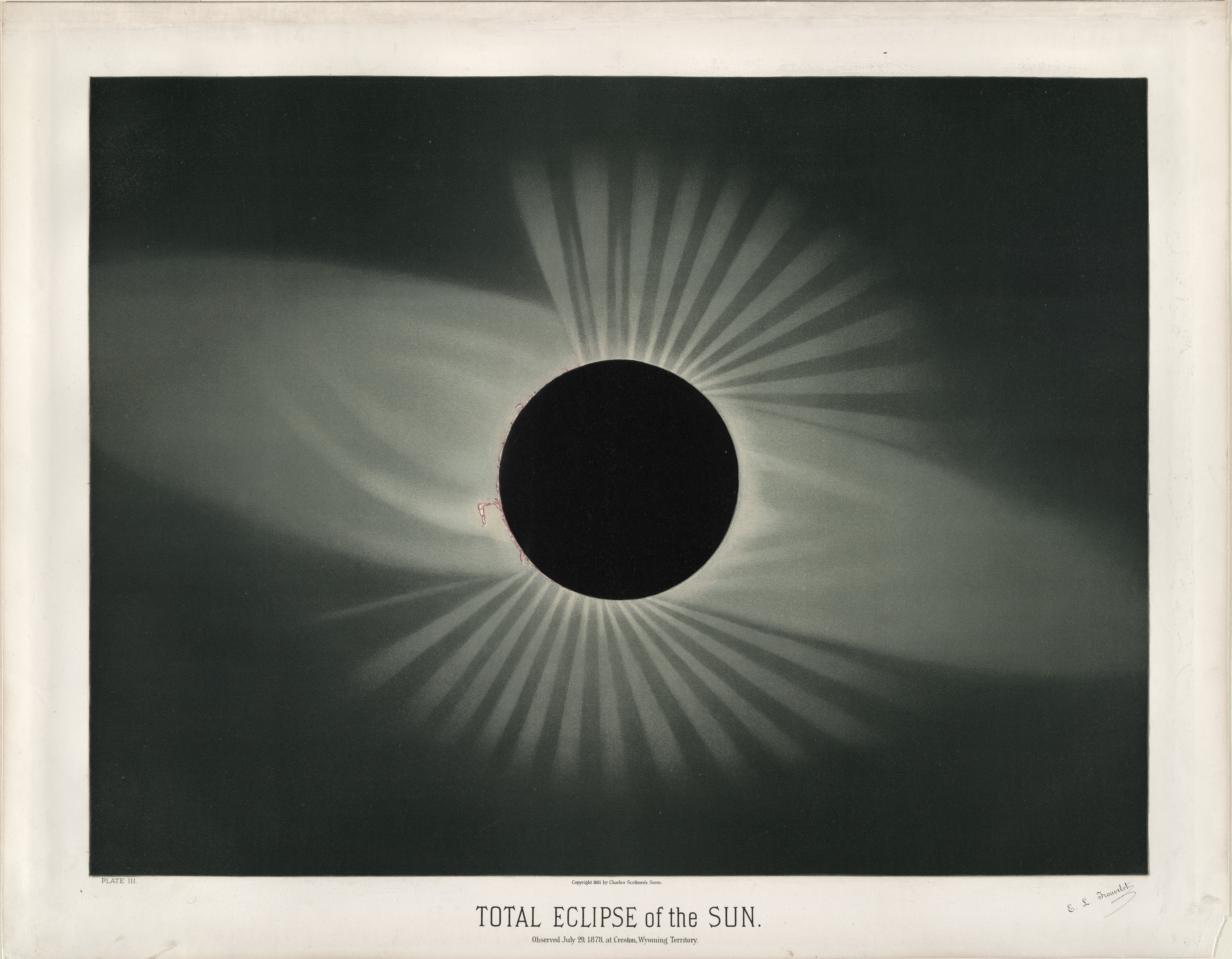
Zonsverduistering van 29 juli 1878
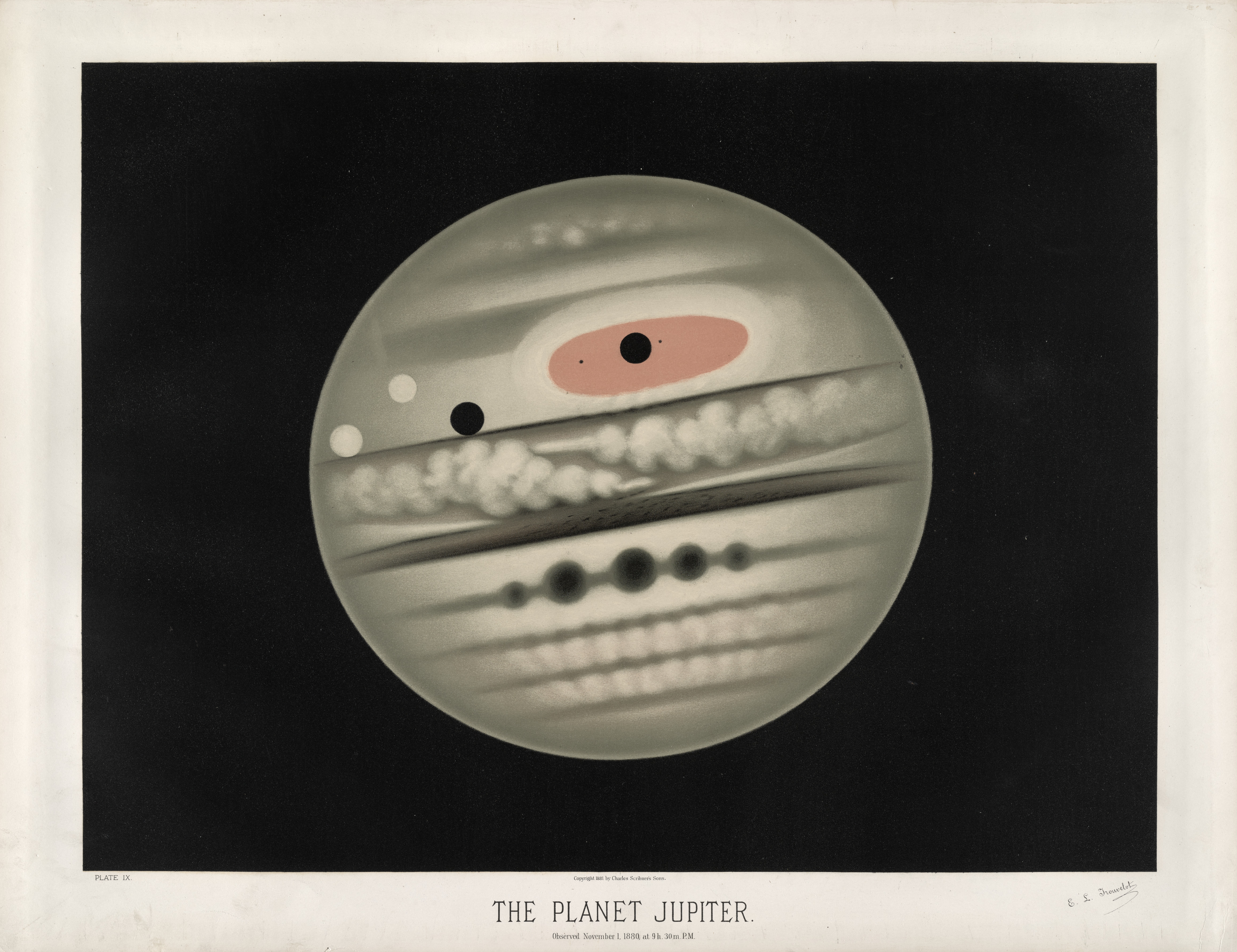
Jupiter, 1880
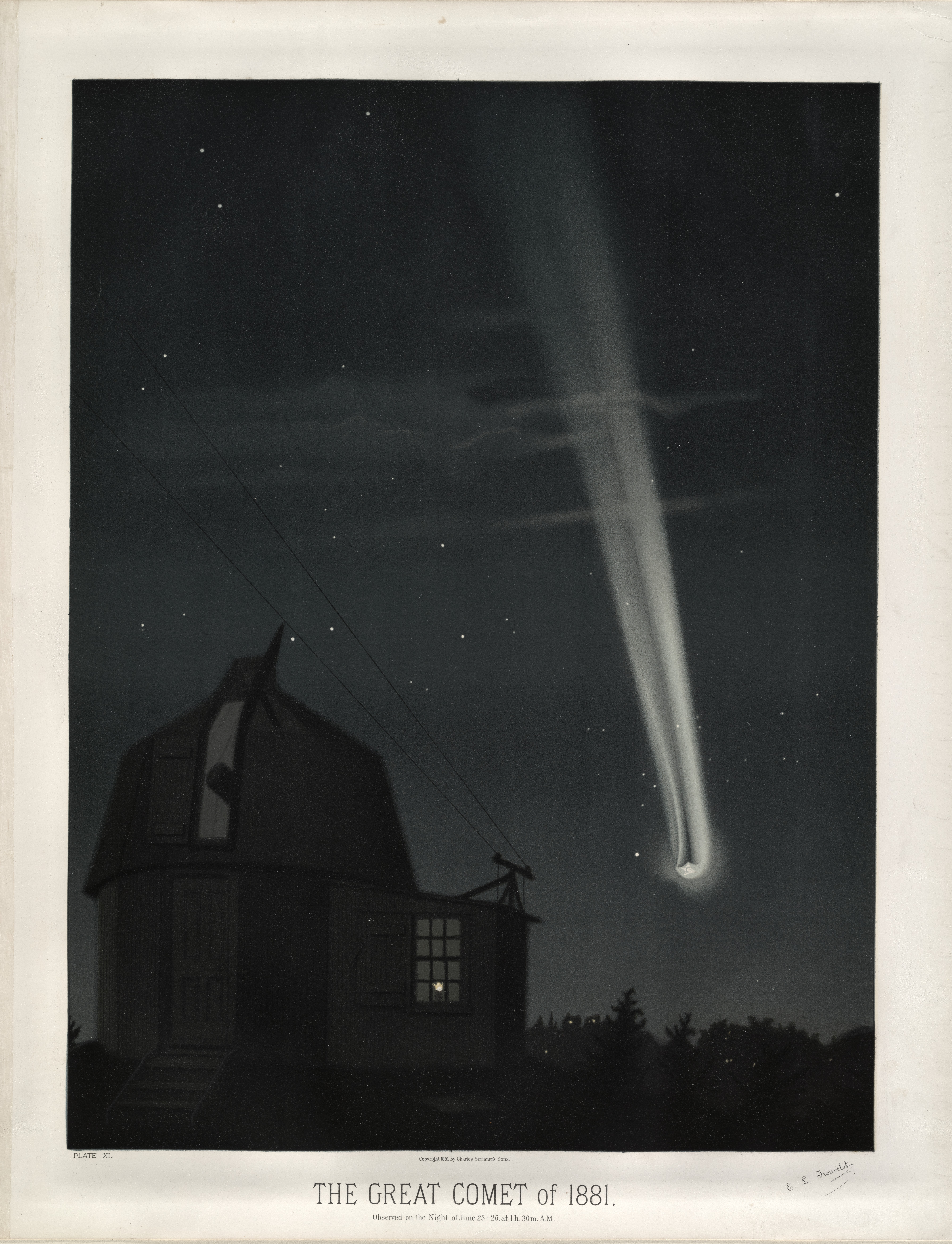
Grote komeet van 1881